# La Brava
La Brava é uma comuna da província de Santa Fé, na Argentina.